# رادویر
رادویر (انگلیسی: Radware) شرکت فناوری اطلاعات آمریکایی اسرائیلی است، که در سال ۱۹۹۷ تأسیس شد.